# Stanisław Reicher
Stanisław Reicher (ur. 12 lutego 1855 w Częstochowie, zm. 28 kwietnia 1922 w Warszawie) – kupiec, przemysłowiec, filantrop.

## Życiorys
Stanisław Reicher urodził się 12 lutego 1855 w Częstochowie w rodzinie Henryka i jego żony Eleonory z domu Machonbaum. Miał dziewięcioro rodzeństwa: Edward (1852-1927), Emilia (1857-1932), Felicja (1858-?), Bronisław (1861-?), Maksymilian (1862-1934), Anna (1863-1942 lub 1943), Marta (1865-1944), Regina (1867-) oraz Maria (1869-1920).
Rodzice jego na początku lat 70. XIX wieku przenieśli się do Sosnowca. Ojciec jego założył w Sosnowcu firmę handlowo-ekspedycyjną H.Reicher&Co. Stanisław w 1883 był jednym z założycieli Fabryki Chemicznej Radocha, gdzie produkowano parafinę oraz świece do oświetlania wagonów kolejowych. Należał do członków-udziałowców konsorcjum, które działało jako Towarzystwo Górniczo-Przemysłowe „Saturn”. Do majątku Towarzystwa należały trzy kopalnie: Saturn, Jowisz i Mars, cementownia Saturn, dwie elektrownie, wytwórnia wyrobów cementowych.
Działał w zakresie nadania Sosnowcowi praw miejskich i został jednym z czterech honorowych radnych miasta. Był członkiem zarządu w Towarzystwie niesienia pomocy ubogim Żydom oraz Towarzystwie pomocy dla biednych uczniów przy Szkole Realnej w Sosnowcu. Należał do członków pierwszej Rady Opiekuńczej, która kierowała Szkołą Handlową w Będzinie (obecnie I LO im. M. Kopernika w Będzinie).

## Życie prywatne
Pierwszą żoną Stanisława Reichera była Dorota Markusfeld, która zmarła w 1881 prawdopodobnie przy porodzie dziecka. Ich córka Wanda wyszła za mąż za inżyniera Zygmunta Kamieńskiego. Drugą żoną Stanisława była Maria Perlmutter (1864-1955), z którą miał czworo dzieci: Ludwikę (została żoną Mieczysława Tretera), Michała, Kazimierza i Anielę. Stanisław z bratem Maksymilianem, siostrą Martą, bratankami Bronisławem i  Tomaszem i córką Anielą należeli do Polskiego Towarzystwa Tatrzańskiego.
W 1912 małżeństwo Stanisława i Marii Reicherów zakupiło dworek klasycystyczny w Ożarowie Mazowieckim. Po odzyskaniu niepodległości Stanisław Reicher z rodziną przeniósł się do Warszawy. Zmarł 28 kwietnia 1922 i pochowany został na warszawskich Powązkach w rodzinnym grobowcu (kwatera 73-5-21/22).